# Joke van Beusekom
Joke van Beusekom (Wassenaar, 23 de junio de 1952) es una deportista neerlandesa que compitió en bádminton, en las modalidades individual y dobles.
Ganó una medalla de plata en el Campeonato Mundial de Bádminton de 1977 y seis medallas de bronce en el Campeonato Europeo de Bádminton entre los años 1968 y 1978.

## Palmarés internacional
| Campeonato Mundial | Campeonato Mundial    | Campeonato Mundial | Campeonato Mundial |
| Año                | Lugar                 | Medalla            | Prueba             |
| ------------------ | --------------------- | ------------------ | ------------------ |
| 1977               | Malmö (Suecia)        | Medalla de plata   | Dobles             |
| Campeonato Europeo |                       |                    |                    |
| Año                | Lugar                 | Medalla            | Prueba             |
| 1968               | Bochum (RFA)          | Medalla de bronce  | Dobles             |
| 1972               | Karlskrona (Suecia)   | Medalla de bronce  | Individual         |
| 1974               | Viena (Austria)       | Medalla de bronce  | Individual         |
| 1974               | Viena (Austria)       | Medalla de bronce  | Dobles             |
| 1978               | Preston (Reino Unido) | Medalla de bronce  | Individual         |
| 1978               | Preston (Reino Unido) | Medalla de bronce  | Dobles             |